# 主要銀河カタログ
主要銀河カタログ（しゅようぎんがカタログ、Catalogue of Principal Galaxies，略称PGC）は1989年に発行された天体カタログである。73,197個の銀河のB1950元期とJ2000元期による赤道座標および他の天体カタログにおける番号を収録しており、1983年に作られたLEDA(en:Lyon-Meudon Extragalactic Database)を元にしている。全体の56%にあたる40,932個の銀河の座標の標準偏差は10秒未満である。
LEDAは最終的にHyperLEDAへ拡張され、PGCカタログに収録されている銀河は、HyperLEDAでもPGCカタログと同じ番号である。PGCカタログに収録されていない銀河にも番号が割り振られているが、その番号を名前のように用いるのは推奨されていない。

## 主なPGC天体

### PGC 6240
en:PGC 6240 (白バラ銀河)はみずへび座に位置する大きなレンズ状銀河である。地球から1億6百万 パーセクの距離にある。

### PGC 39058
en:PGC 39058は1400万光年離れた、りゅう座に位置する矮小銀河 である。 比較的近距離に位置するが、銀河の手前にある明るい星によって隠されている。